# Alieu
Alieu ist ein westafrikanischer, u. a. gambischer männlicher Vorname. Die Herkunft des Namens geht möglicherweise auf die Fulbe zurück.

## Bekannte Namensträger
- John Alieu Carew (* 1979), gambisch-norwegischer Fußballspieler
- Alieu Conteh (* ~1952), gambischer Telekommunikations-Unternehmer
- Yusupha Alieu Kah (* 19**), gambischer Diplomat und Politiker
- Alieu Badara N’Jie (1904–1982), gambischer Politiker
- Omar Alieu Touray (* 1965), gambischer Diplomat und Politiker